# Marc Sandoz
Pour les articles homonymes, voir Sandoz (homonymie).
 (août 2016).
Si vous disposez d'ouvrages ou d'articles de référence ou si vous connaissez des sites web de qualité traitant du thème abordé ici, merci de compléter l'article en donnant les références utiles à sa vérifiabilité et en les liant à la section « Notes et références ».
Marc Sandoz, né le 24 novembre 1904 à Marseille et décédé le 16 mai 1990, est un historien de l'art français.

## Biographie
Marc Sandoz fut conservateur des musées de Poitiers  de 1947 à 1960. Il a publié une série de catalogues raisonnés sur des peintres français de la fin du XVIIIe siècle. Certaines de ses publications débutaient par des remarques liminaires sur les artistes déjà étudiés ou non. Sa maison d'édition était Éditart - Quatre Chemins  , alors détenue par le marchand de tableaux François Heim.

## Publications
Chez Éditart - Quatre Chemins : Collection de monographies des peintres de l'ancienne Académie Royale, anciens pensionnaires de l'École des élèves protégés par le Roi.
- Gabriel François Doyen, 1726-1806, Tours, 1975.
- Jean-Baptiste Deshays, Tours, 1977.
- Jean-Simon Berthélemy, 1743-1811, Tours, 1979[3].
- Nicolas-Guy Brenet, Tours, 1979.
- Louis-Jacques Durameau, 1733-1796, Tours, 1980.
- Gabriel Briard (1752-1777), Tours, 1981.
- Antoine-François Callet, 1741-1823, Tours, 1985.
- Les Lagrenée, I. - Louis (Jean, François) Lagrénée, 1725-1805, Tours, 1983.
- Les Lagrenée, II. - Jean-Jacques Lagrenée (le jeune), 1739-1821, Tours, 1988.

Autres publications :
- Philibert-Benoît de la Rue (1718-1780), Paris, F. de Nobele, 1972
- « Hughes Taraval », Bulletin de la Société de l'Histoire de l'Art français, 1972/1973, pages 185-255.
- Théodore Chassériau 1819-1856, catalogue raisonné des peintures et estampes, Paris, Arts et métiers graphiques, 1974, 517 p. (ISBN 2700400038)
- « Albert Marquet aux Sables d'Olonne », dans Didier Ottinger (dir.) et Hector Obalk, Albert Marquet aux Sables d'Olonne 1921-1933 : exposition novembre 1989 - janvier 1990 (catalogue exposition), Les Sables-d'Olonne, Musée de l'abbaye Sainte-Croix des Sables-d'Olonne, coll. « Cahiers de l'Abbaye Sainte-Croix » (no 64), octobre 1989, 32 p. (BNF 35441616), p. 15-20.

Actualisations :
Plusieurs publications des catalogues raisonnés donnèrent lieu à une actualisation des publications précédentes et à des informations sur des peintres du XVIIIe siècle
- Gabriel Briard, 1725-1777 : avec des remarques liminaires sur Jean-Baptiste Alizard.
- Jean-Simon Berthélemy, 1743-1811 : avec des remarques liminaires sur Nicolas-Guy Brenet, Jacques-Louis David, Philibert-Benoît de La Rue, Charles de La Traverse, Jean-Baptiste Deshays, Gabriel-François Doyen, Jean Honoré Fragonard, François-Guillaume Ménageot, Jean-Bernard Restout, Hugues Taraval.
- Louis-Jacques Durameau, 1733-1796 : avec des remarques liminaires sur Jean-Simon Berthélemy [et autres].
- Antoine-François Callet (1741-1823) : avec des remarques liminaires sur Jean-François [Jacques-François] Amand...